# سیارک ۱۷۲۸۰
سیارک ۱۷۲۸۰ (به انگلیسی: 17280 Shelly، نامگذاری:2000LK28) هفده هزار و دویست و هشتادمین سیارک کشف شده‌است که در ۶ ژوئن ۲۰۰۰ کشف شد.
قدر مطلق سیارک برابر ۱۲.۳ است.